# Bikya jezik
Bikya jezik (ISO 639-3: byb), nigerasko-kongoanski jezik uže atlantsko-kongoanske grane, kojim je govorila još samo jedna osoba (Breton 1986) u selu Furubana, kamerunska provincija North West. Danas se vodi kao neklasificiran unutar uže južnobantoidne skupine.
Pripadnici etničke grupe sebe nazivaju Furu

## Vanjske poveznice
- Ethnologue (14th)
- Ethnologue (15th)